# Calymperes serratum
Calymperes serratum är en bladmossart som beskrevs av Alexander Karl Heinrich Braun och C. Müller 1849. Calymperes serratum ingår i släktet Calymperes och familjen Calymperaceae. Inga underarter finns listade i Catalogue of Life.